# Tige céleste
 (janvier 2024).
Si vous disposez d'ouvrages ou d'articles de référence ou si vous connaissez des sites web de qualité traitant du thème abordé ici, merci de compléter l'article en donnant les références utiles à sa vérifiabilité et en les liant à la section « Notes et références ».
Pour les articles homonymes, voir Céleste.
Les tiges célestes (天干, tiāngān) également appelés troncs célestes sont une notion chinoise liée au cycle sexagésimal, un ancien système cyclique de numérotation et de datation encore utilisé en astrologie chinoise et dans certaines disciplines du feng shui notamment.
Les tiges célestes sont au nombre de dix et ont été associées aux concepts de yin et yang ou le yin est la femelle et le yang le mâle, et des cinq éléments.
|    | Tige céleste | Nom en chinois mandarin | Nom coréen | Nom japonais   | Nom vietnamien | Yin Yang | Élément |
| -- | ------------ | ----------------------- | ---------- | -------------- | -------------- | -------- | ------- |
| 1  | 甲           | jiǎ                     | 갑, gab    | kinoe, kō      | giáp           | yang     | Bois    |
| 2  | 乙           | yǐ                      | 을, eul    | kinoto, otsu   | ất             | yin      | Bois    |
| 3  | 丙           | bǐng                    | 병, byeong | hinoe, hei     | bính           | yang     | Feu     |
| 4  | 丁           | dīng                    | 정, jeong  | hinoto, tei    | đinh           | yin      | Feu     |
| 5  | 戊           | wù                      | 무, mu     | tsuchinoe, bo  | mậu            | yang     | Terre   |
| 6  | 己           | jǐ                      | 기, gi     | tsuchinoto, ki | kỷ             | yin      | Terre   |
| 7  | 庚           | gēng                    | 경, gyeong | kanoe, kō      | canh           | yang     | Métal   |
| 8  | 辛           | xīn                     | 신, sin    | kanoto, shin   | tân            | yin      | Métal   |
| 9  | 壬           | rén                     | 임, im     | mizunoe, jin   | nhâm           | yang     | Eau     |
| 10 | 癸           | guǐ                     | 계, gye    | mizunoto, ki   | quý            | yin      | Eau     |

Les tiges célestes sont encore utilisées en Chine et au Japon comme système alphabétique ou système de numérotation, y compris sur les documents légaux. Ainsi :
- en chimie organique, les tiges célestes représentent le nombre de carbone des groupes fonctionnels : méthane (甲烷 jiǎwán), éthane (乙烷 yǐwán)… ;
- en médecine, les tiges célestes sont souvent utilisées dans le nom des maladies là où les occidentaux utilisent des lettres alphabétiques : hépatite A (甲型肝炎 jiǎxínggānyán), hépatite B (乙型肝炎 yǐxínggānyán), etc. ;
- pour donner des notes[2] : 甲 pour « très bien », 乙 pour « bien », 丙 pour « assez bien », etc. Généralement, aux tiges célestes s'ajoute également le caractère yōu (優), « excellent » ;
- les séries des clubs de sports : première division (意甲 yìjiǎ), deuxième division (意乙 yìyǐ), etc.
- Au Japon, dans le langage juridique, 甲 désigne la partie active d'un acte, 乙 la partie passive, et 丙 ou 丁 sont utilisés pour désigner les tiers. Par exemple, dans un contrat de vente, 甲 désignera le vendeur, 乙 désignera l'acheteur, et 丙 ou 丁 pourront par exemple désigner les cautions solidaires de l'acheteur.